# Fundación Albacete
La Fundación Albacete és un club de futbol femení vinculat a l'Albacete Balompié, fundat el 1997, que milita a la Primera Federació Femenina.
El 1997 es crea la Fundación Albacete Balompié amb l'objectiu de promocionar la joventut a través de l'esport, l'educació i la cultura. La fundació coordina algunes categories inferiors de l'Albacete Balompié i altres seccions com la femenina.
Després de molts anys a la Segona Divisió finalment la temporada 2013-14 aconsegueix l'ascens. La temporada 2014-15 aconsegueix la 12a posició, la 2015-16 la 13a, la 2016-2017 la 14a i la 2017-18 la 13a posició.

## Palmarès
El club té dos títols de Segona Divisió com a campió del seu grup a les temporades 2011-12 i 2012-13.

### Altres tornejos
- Torneig Internacional COTIF sub-20: Tercer lloc en 2013.[3]